# قطبروس
قَطَبْرُوس (الاسم العلمي: Catabrosa)، جنس نباتات صغير العدد ولكنه واسع الانتشار من فصيلة النجيلية مواطنها الأصلية في المناطق المعتدلة في أوراسيا والأمريكتين وبعض الأماكن في إفريقيا.
يزهر القطبروس المائي (Catabrosa aquatica) في أوروبا من يونيو إلى أغسطس، وتنضج بذورة من يوليو إلى سبتمبر. أزهاره خنثى (له أعضاء ذكورية وأنثوية) وتلقح بواسطة الرياح. وهي نباتات قصيرة غير حادة الأوراق تشبه نبات القبأ الخشن الذي ينمو في الأراضي الرطبة.